# Ludwig Bergsträsser
Ludwig Bergsträsser, född 23 februari 1883, död 23 mars 1960, var en tysk historiker, politiker och journalist.
Bergsträsser var överarkivråd i Potsdam 1921-1929 och i Frankfurt am Main 1929-1933. Han tillhörde Deutsche Demokratische Partei, var medutgivare av Das demokratische Deutschland 1919-1925 och var medlem av riksdagen 1924-1928. I sin produktion bemödade sig Bergsträsser om att uppspåra den liberala traditionen i Tysklands historia och politik och grundlade det källmässiga utforskandet av partiernas historia. Bland hans arbeten märks Studien zur Vorgesischte der Zentrumspartei (1910), Geschichte der Reichsverfassung (1914), Der Balkankrisis (1914), Die diplomatische Kämpfe vor Kriegsausbruch (1915), Grundbegriffe der auswärtigen Politik (1915, 3:e upplagan 1918), Geschichte der politischen Parteien (1921, 6:e upplagan 1932), Die preussische Wahlrechtsfrage im Kriege und die Entstehung der Osterbotschaft 1917 (1929). Bergsträsser utforskade även den politiska katolicismen, inom vilket område märks Der politische Katholizismus, Dokumente seine Entwicklung 1815-1914 (2 band, 1921-1923).